# Hillsborough-tragédia
1989. április 15-én 15 órára hirdették meg a Liverpool FC – Nottingham Forest FA-kupa elődöntőt a Sheffield Wednesday pályáján, a Hillsborough Stadionban. Az FA-kupa sheffieldi elődöntőjére érkező liverpooli szurkolókat a stadion Leppings Lane felőli oldalán öt szektorban szerették volna elhelyezni, amelyek egyenként 1600–1600 embert tudtak biztonságosan befogadni. A lelátórészt korábban 2200 főre hitelesítették, de éppen a katasztrófa előtt három évvel csökkentették a beengedhető szurkolók számát.

## Az események
14.30-ra, fél órával a mérkőzés kezdete előtt a kapu mögötti 3-as és 4-es szektor már zsúfolásig megtelt, ám az utcán még mindig szurkolók ezrei várakoztak, hogy a forgóajtókon keresztül bejussanak.
A meccs kezdetekor még számos Liverpool-szurkoló igyekezett bejutni a stadionba. A rendőrség megnyitotta a kapukat és a szurkolók beözönlöttek az alagúton át a lelátók irányába, éppen a 3-as és a 4-es szektorok felé. Ám a lelátók ekkor már zsúfolásig tele voltak. 
Ahogy az újabb szurkolók benyomultak, az előttük állókat nekinyomták a pályát védő vasrácsnak. A bent lévők közül néhányan a rácson keresztül próbáltak átmászni az üres szektorokba, vagy le a pályára. Sokáig élt az a közhiedelem, hogy a tömeg halálra taposta az áldozatokat, de valójában sokan már előtte, a kerítésnek nyomva fulladtak meg. Az 1600 főre hitelesített szektorokban háromezren is lehettek.
15 órakor elkezdődött a mérkőzés, ám nem sokkal később már halottak, sérültek és pániktól megzavarodott emberek tömege lepte el a játékteret, végül 6 perccel 15 óra után a játékvezető lefújta a mérkőzést.
A kapukat már későn nyitották ki; a halottak száma a helyszínen 94, a sebesülteké 700 fölött volt. Egy ember napokkal később a kórházban, egy másik pedig 1993-ban halt bele sérüléseibe. A Hillsborough-ban elszenvedett agykárosodás következményeként 2021 júliusában elhunyt Andrew Devine tekinthető a tragédia 97-ik áldozatának.
A tragikus eseményeket Charles McDougall rendező Pokoli stadion (er. címe: Hillsborough) filmdrámája dolgozta fel, melyet 1996-ban mutattak be, Christopher Eccleston, Tracey Wilkinson, Kevin Knapman és mások főszereplésével.